# 馮添枝
馮添枝，BBS（1946年—），筆名歷風，是1970年代香港著名唱片監製，流行音樂作曲家。前寶麗金總經理。1984年獲頒香港十大傑出青年。2012年獲頒銅紫荊星章。

## 生平
馮添枝年幼喪父，在1952年畢業於西環西南中學（幼稚園部），後來入讀新法書院。他中學時開始接觸音樂，與關維麟曾經是新法書院的同班同學，於1964年中五畢業，在1970年代，馮添枝曾經是許冠傑、鄧麗君等的唱片監製。後來參予樂隊組合 The Mystics，負責主音結他。曾簽約鑽石唱片出版唱片。中學畢業後在大東電報任職音響維修，同時業餘表演。1970年應鄭東漢之邀加入寶麗多唱片為唱片監製；寶麗金在70年代初、中期製作的不少重要唱片，包括許冠傑頭數張粵語專輯、鄧麗君國語唱片、溫拿樂隊的唱片，俱是由馮所監製。馮作為寶麗金藝人與發展經理（Artist & Repertoire）期間，發掘不少幕前幕後新人；包括雷安娜、區瑞強等歌手。馮後升任寶麗金總經理。1985年轉至EMI任總經理。1993年創立星威唱片。1997年起任職國際唱片業協會（香港會）總裁。
馮添枝同時是作曲人，有紀錄作品過百首，發表作品時多用「歷風」為筆名。著名作品包括譚詠麟的《相識非偶然》、《天邊一隻雁》、《愛在陽光空氣中》、《柔柔河畔》；溫拿樂隊的《陪著她》、區瑞強的《陌上歸人》、《蚌的啟示》等等。他曾在訪問中表示《天邊一隻雁》是他自己最有滿足感之作。
馮添枝也喜愛攝影。部份1970年代至1980年代初，由寶麗多/寶麗金製作的唱片封面，是由馮添枝拍攝。